# Youxian
Youxian léase Yóu-Sián (en chino tradicional, 遊仙區; en chino simplificado, 游仙区; pinyin, Yóuxiān qū) es un distrito urbano bajo la administración directa de la ciudad-prefectura de Mianyang. Se ubica en la provincia de Sichuan, centro-sur de la República Popular China. Su área es de 973 km² y su población total para 2010 fue cercana a los 500 mil habitantes.

## Administración
El condado de Youxian  se divide en 24 pueblos que se administran en 3 subdistritos, 13 poblados y 11 villas.